# خارواتی
خارواتی (به چکی: Charváty) یک منطقهٔ مسکونی در جمهوری چک است که در ناحیه اولومووتس واقع شده‌است. خارواتی ۸٫۸۸ کیلومتر مربع مساحت و ۸۲۸ نفر جمعیت دارد و ۲۲۶ متر بالاتر از سطح دریا واقع شده‌است.